# Río Barrancas
El Barrancas es un río que se sitúa al norte de la provincia de Neuquén y al sur de la provincia de Mendoza, es límite natural entre estas dos provincias argentinas.

## Nacimiento y desembocadura
Tiene sus orígenes en la cordillera de los Andes, entre el cordón Mary al norte y los faldeos del volcán Domuyo al sur, a pocos kilómetros de la localidad argentina de El Montón y al este del paso Barrancas.
Específicamente nace del pequeño río La Negra, dejando a su paso la laguna Pitrai Lauquen que se encuentra en la precordillera Neuquina, y de esta manera sus aguas van descendiendo hasta formarse el río Colorado, por la unión del Barrancas que hace de frontera interprovincial con el río Grande mendocino del departamento Malargüe.

## Afluentes
- Río Pancu Lehué
- Arroyo Grande
- Arroyo Ailineo
- Arroyo Butalon
- Arroyo Coyocho
- Arroyo Quemada Grande de las lagunitas
- Arroyo Butacó
- Arroyo Chadilleo
- Arroyo Curamileo
- Arroyo Trobunco

## Localidad de Barrancas
En su orilla suroeste y dentro de la provincia de Neuquén se encuentra la localidad de Barrancas, la que es atravesada por la ruta nacional RN 40, esta ruta cruza el río sobre el puente de Barrancas y continua hacia la provincia de Mendoza.